# Rodolfo Viganò
Rodolfo Mario Viganò (Milano, 25 gennaio 1971) è un ex tiratore a volo italiano.

## Biografia
Nato nel 1971 a Milano, nel 1989 a Montecatini Terme è stato campione mondiale juniores a squadre nella fossa olimpica e argento mondiale juniores individuale nel double trap. 2 anni dopo, a Perth, ha invece vinto il bronzo nella fossa olimpica juniores a squadre.
Nel 1997 è stato campione mondiale nella fossa olimpica a squadre a Lima, insieme a Giovanni Pellielo e Roberto Scalzone. 
A 29 anni ha partecipato ai Giochi olimpici di Sydney 2000, nel trap, chiudendo 18º con 111 punti, non qualificandosi alla finale a 6.
Nel 2011 ha vinto di nuovo la medaglia d'oro iridata nella fossa olimpica a squadre, a Belgrado, con Massimo Fabbrizi e Giovanni Pellielo, stabilendo anche il record mondiale con 369.

## Palmarès

### Campionati mondiali
- 2 medaglie:
  - 2 ori (Fossa olimpica a squadre a Lima 1997, fossa olimpica a squadre a Belgrado 2011)